# Kirche Grapzow

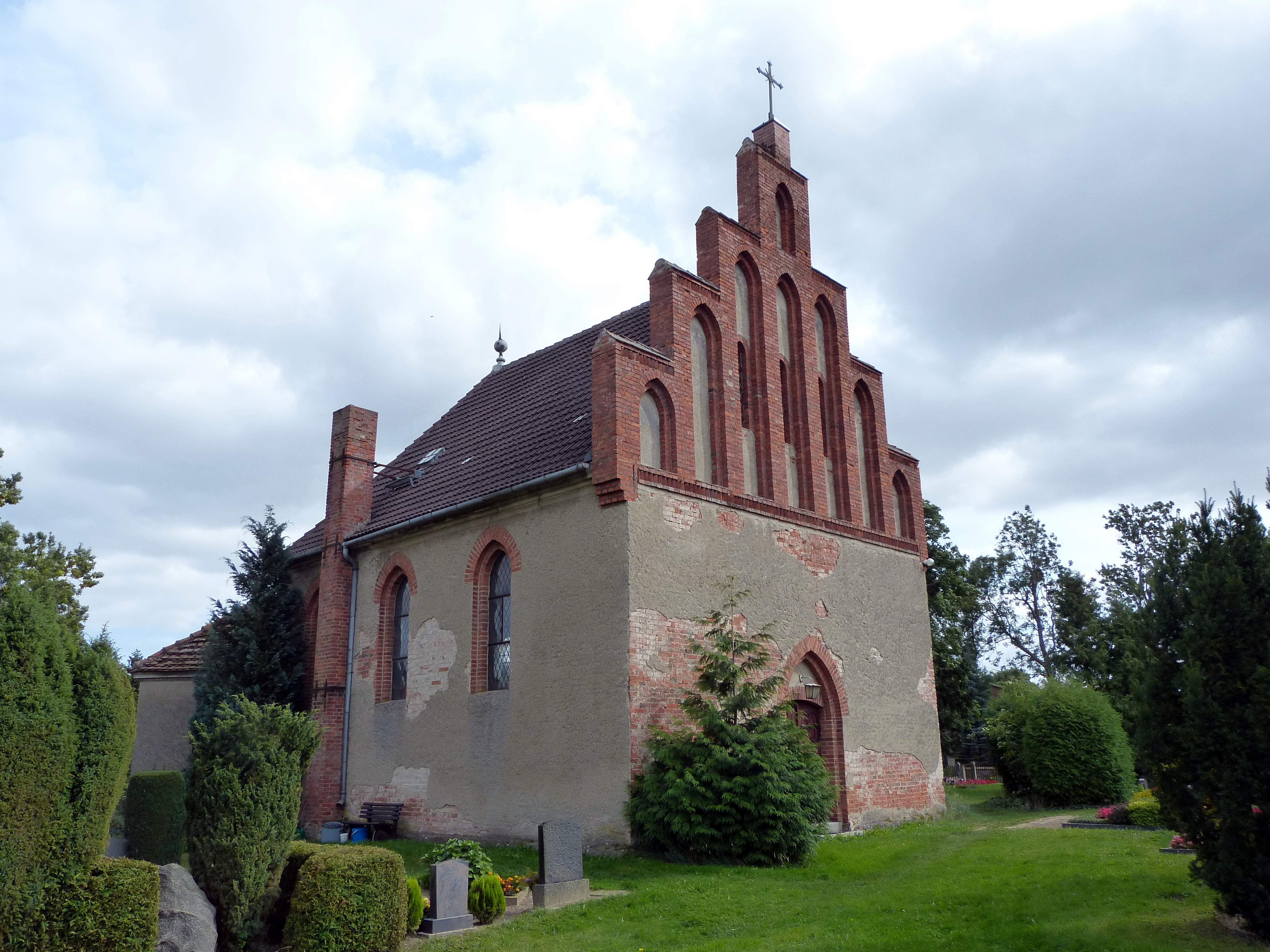
Kirche Grapzow

Die Kirche Grapzow ist ein Kirchengebäude in Grapzow im Landkreis Mecklenburgische Seenplatte. Sie gehört zur Kirchengemeinde Siedenbollentin in der Propstei Demmin des Kirchenkreises Pommern.

## Geschichte
Die Grapzower Kirche war ursprünglich Filialkirche der Kessiner Kirche. Mitte des 18. Jahrhunderts siedelte der Pfarrer auf Betreiben der Familie von Walsleben von Kessin nach Grapzow um, wo für ihn ein neues Pfarrhaus errichtet worden war. Infolgedessen wurde die Kessiner Kirche zur Tochter der Kirche Grapzow.

## Architektur und Ausstattung
Die Kirche ist ein rechteckiger Bau aus Backstein mit dreiseitigem Ostabschluss und einem westlichen Staffelgiebel aus der zweiten Hälfte des 19. Jahrhunderts.
Die schlichte Ausstattung stammt aus der Erbauungszeit des späten 19. Jahrhunderts. Die Orgel wurde 1870 von Barnim Grüneberg als Opus 121 erbaut.
Auf dem Friedhof befindet sich ein freistehender hölzerner Glockenstuhl mit zwei Glocken. Die kleinere Glocke ist auf 1491 datiert.